# Ewenement (album)
Ewenement – drugi album polskiej grupy hip-hopowej Molesta Ewenement, wydany w 1999 roku.
W 1999 roku album uzyskał nominację do nagrody polskiego przemysłu fonograficznego Fryderyka w kategorii "najlepszy album rap/hip-hop".

## Lista utworów
Opracowano na podstawie materiału źródłowego.
1. "Skit" (produkcja: Vienio, mastering: DJ Volt, Grzegorz Piwkowski) – 0:24
2. "Co jest nauczane" (produkcja: DJ Volt, Ewenement, mastering: DJ Volt, Grzegorz Piwkowski) – 4:54
3. "Miejskie bagno" (produkcja: DJ Volt, Vienio, Włodi, mastering: DJ Volt, Grzegorz Piwkowski) – 4:32
4. "System" (produkcja: DJ Volt, Vienio, Włodi, gościnnie: Wilku, mastering: DJ Volt, Grzegorz Piwkowski) – 4:51
5. "Skit rycerz" (produkcja: Vienio, mastering: DJ Volt, Grzegorz Piwkowski) – 0:26
6. "Dla dzieciaków" (produkcja: Włodi, gościnnie: Sokół, Chada, mastering: DJ Volt, Grzegorz Piwkowski) – 5:25
7. "Konieczność istnienia" (produkcja: Vienio, mastering: DJ Volt, Grzegorz Piwkowski) – 1:34
8. "Kto jest kto" (produkcja: DJ Volt, scratche: DJ Variat, gościnnie: Hemp Gru, mastering: DJ Volt, Grzegorz Piwkowski) – 4:00
9. "Skit" (produkcja: Vienio, mastering: DJ Volt, Grzegorz Piwkowski) – 0:25
10. "Za dalekie odloty" (produkcja: Włodi, gościnnie: Fu, Koras, mastering: DJ Volt, Grzegorz Piwkowski) – 4:49[A]
11. "Te chwile" (produkcja: Włodi, mastering: DJ Volt, Grzegorz Piwkowski) – 4:01
12. "Ewenement" (produkcja: DJ Volt, Vienio, Włodi, mastering: DJ Volt, Grzegorz Piwkowski) – 4:49[B]
13. "Nie prowokuj" (produkcja: DJ Volt, Ewenement, gościnnie: Mor W.A., mastering: DJ Volt, Grzegorz Piwkowski) – 4:05
14. "Skit" (produkcja: Vienio, mastering: DJ Volt, Grzegorz Piwkowski) – 1:01
15. "Wady ludzkie" (produkcja: Vienio, Włodi, gościnnie: Wojtas, Borixon, mastering: DJ Volt, Grzegorz Piwkowski) – 3:35

Notatki
- A^ W utworze wykorzystano sample z piosenki "Rainbow Man" w wykonaniu SBB[5].
- B^ W utworze wykorzystano sample z piosenki "Loneliness" w wykonaniu SBB[5].